# Cap Crozier
Pour les articles homonymes, voir Crosier.
Le cap Crozier est le point le plus à l'est de l'île de Ross, dans l'Antarctique.
Il a été découvert en 1841 lors de l'expédition Erebus et Terror de James Clark Ross, et a été nommé d'après Francis Crozier, capitaine du HMS Terror.
Le volcan mont Terror est situé à proximité du cap et la lisière de la barrière de Ross s'étend à l'Est.
Ce cap est une aire de reproduction du manchot Adélie et du manchot empereur. C'est une zone spécialement protégée (zone n° 6) par accord international : toute traversée de la zone, ou survol, sont interdits.
Le panneau à messages érigé le 22 janvier 1902 par Robert F. Scott lors de l'expédition Discovery et les vestiges de la cabane construite en juillet 1911 par les membres de l'expédition d'Edward Wilson sont classés comme monument historique de l'Antarctique.

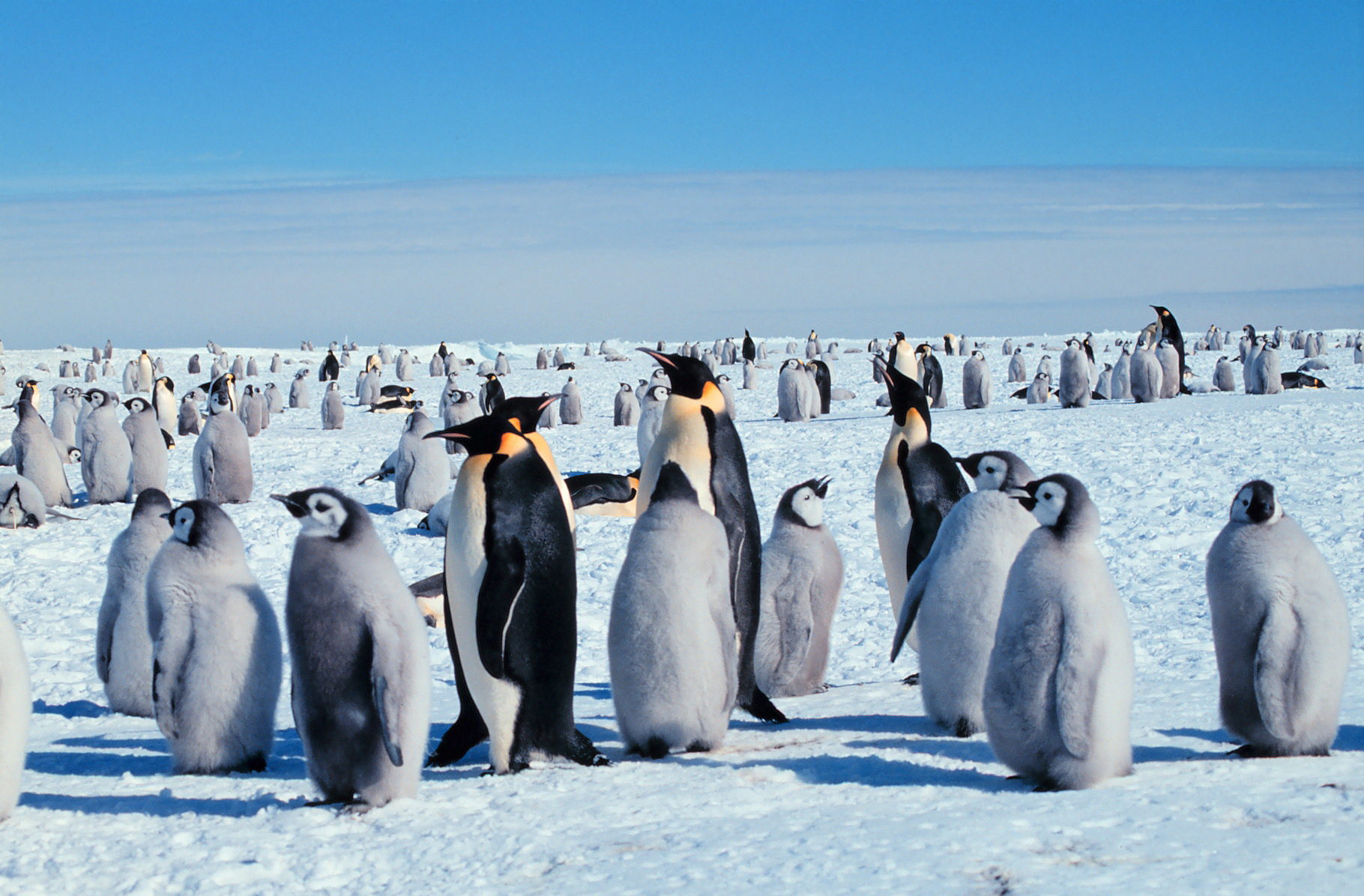
Manchots empereur